# Guardium

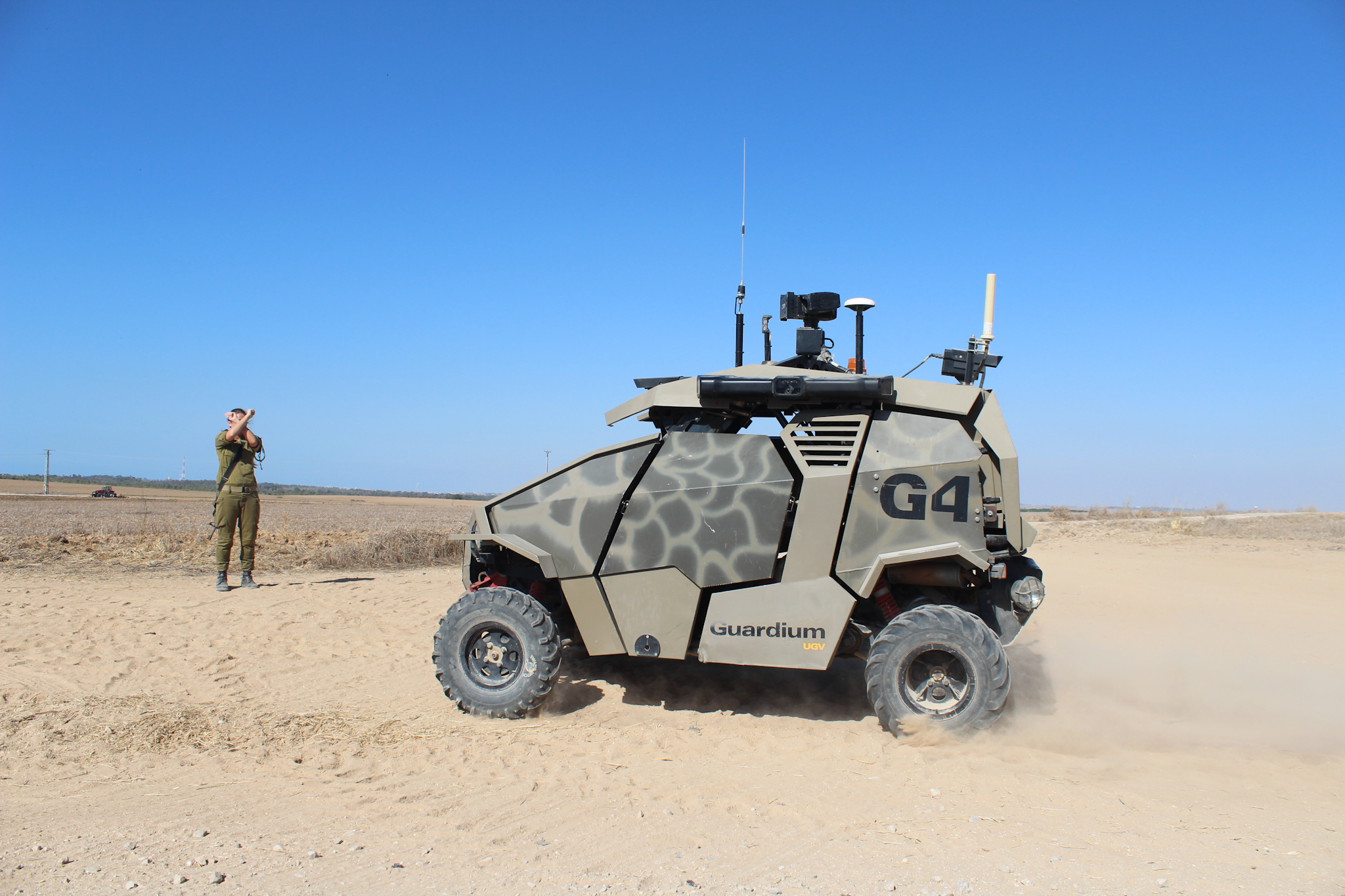
Vehículo terrestre no tripulado Guardium

Guardium, desarrollado por G-NIUS, es un vehículo terrestre no tripulado (UGV) israelí utilizado por las Fuerzas de Defensa de Israel a lo largo de la frontera de Gaza. Fue desarrollado conjuntamente por Israel Aerospace Industries y Elbit Systems. Puede utilizarse tanto en modo teleoperado como autónomo. Ambos modos no requieren interacción humana. Cuantos más vehículos terrestres no tripulados patrullen la zona, menos recursos humanos se necesitarán y al mismo tiempo se garantizará la disuasión. El programa conjunto finalizó en abril de 2016, pero el vehículo permaneció en servicio con las FDI.

## Galería

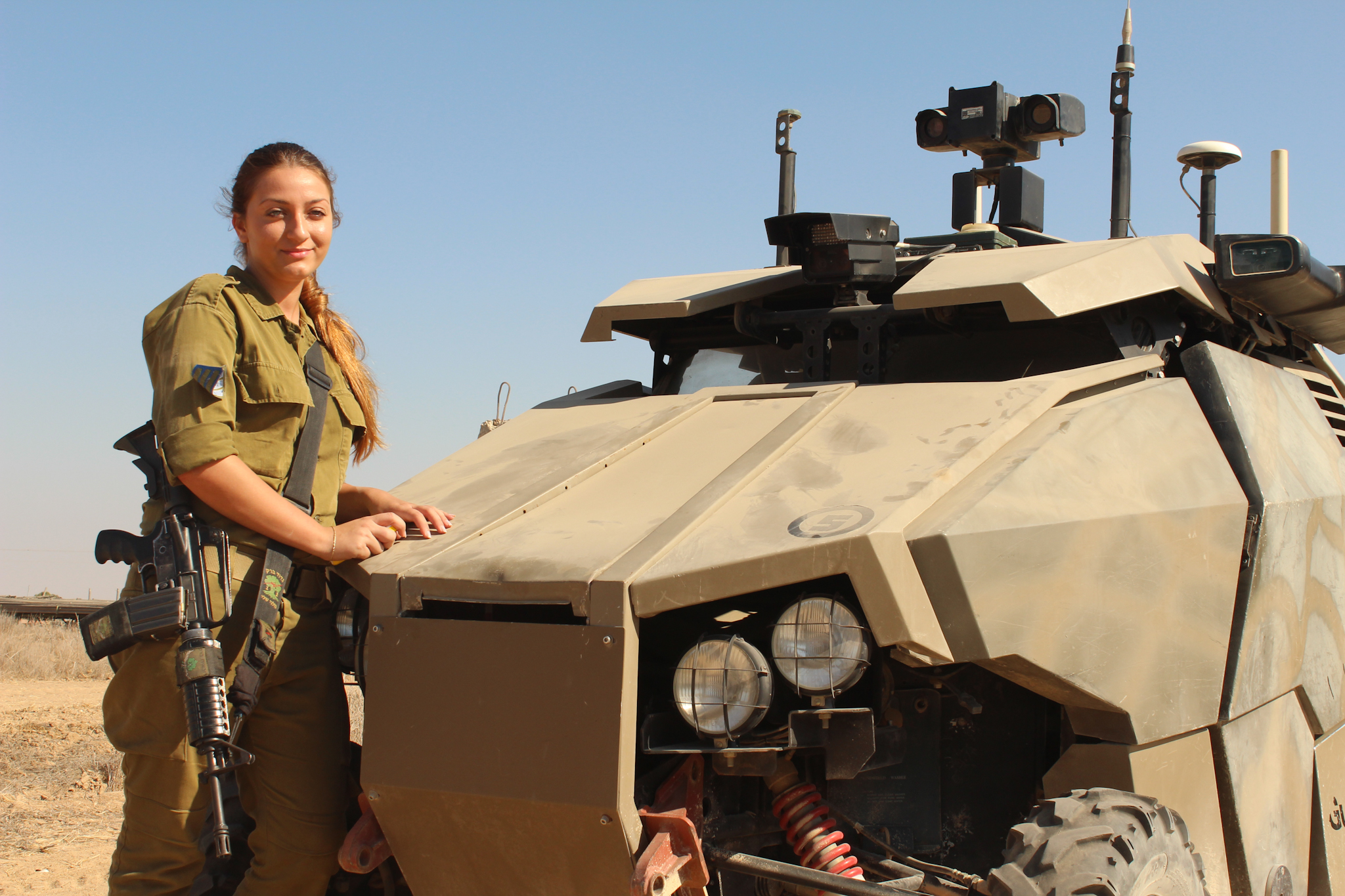
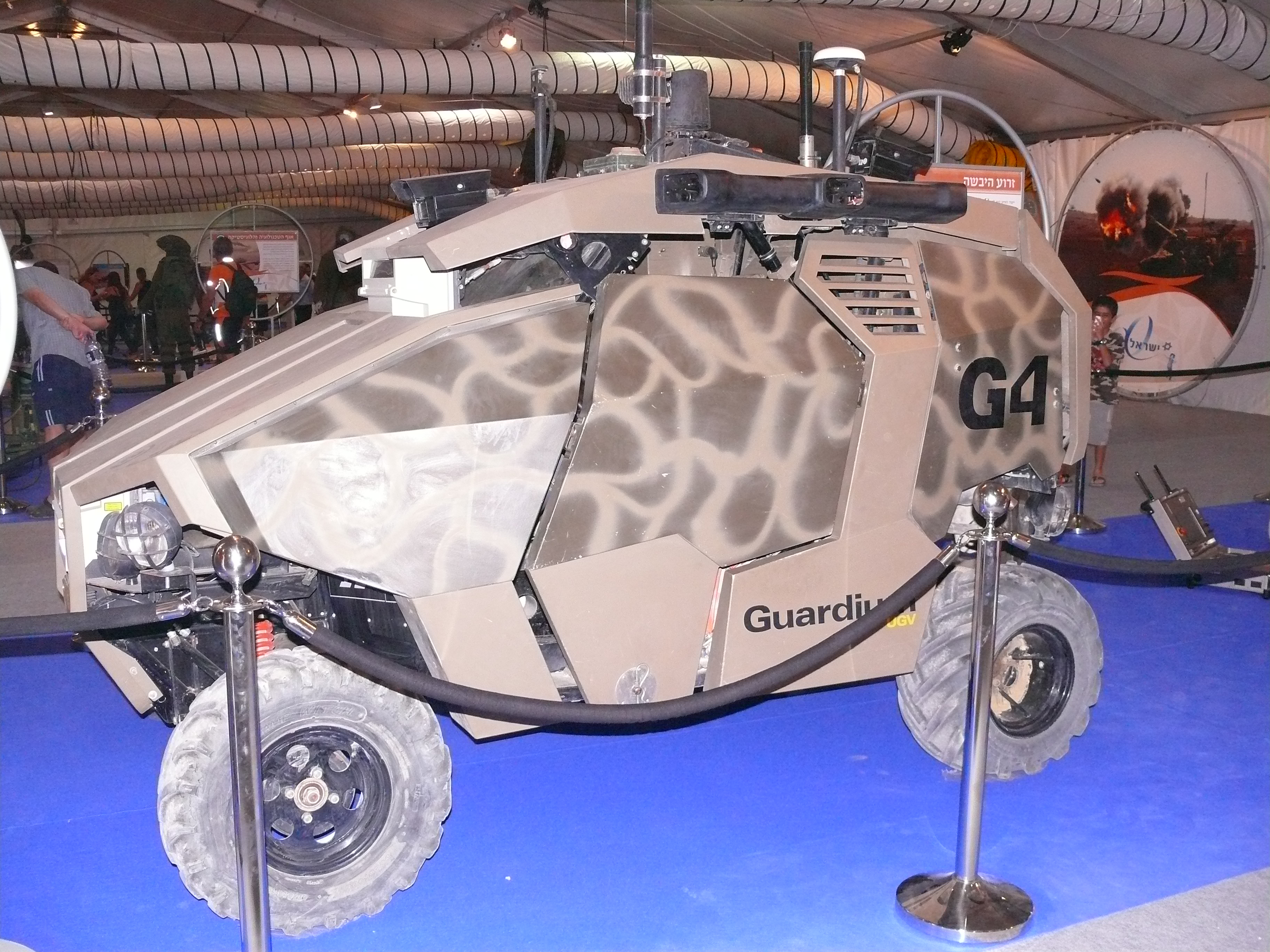
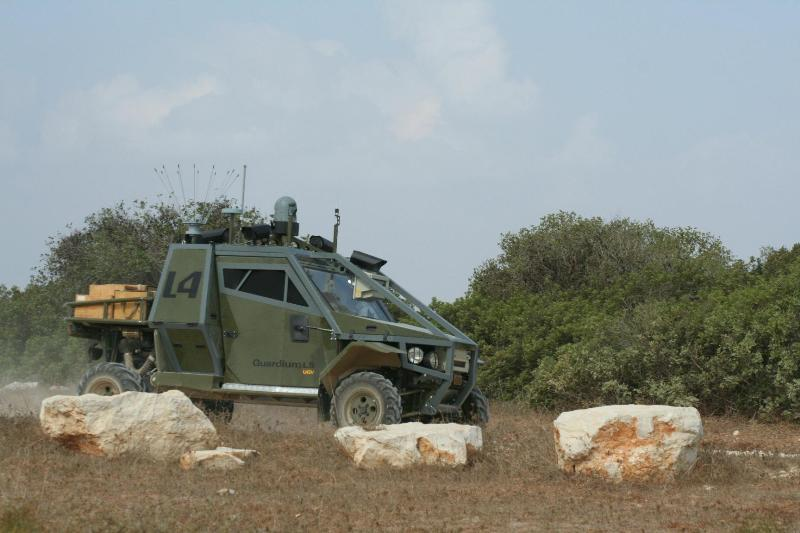
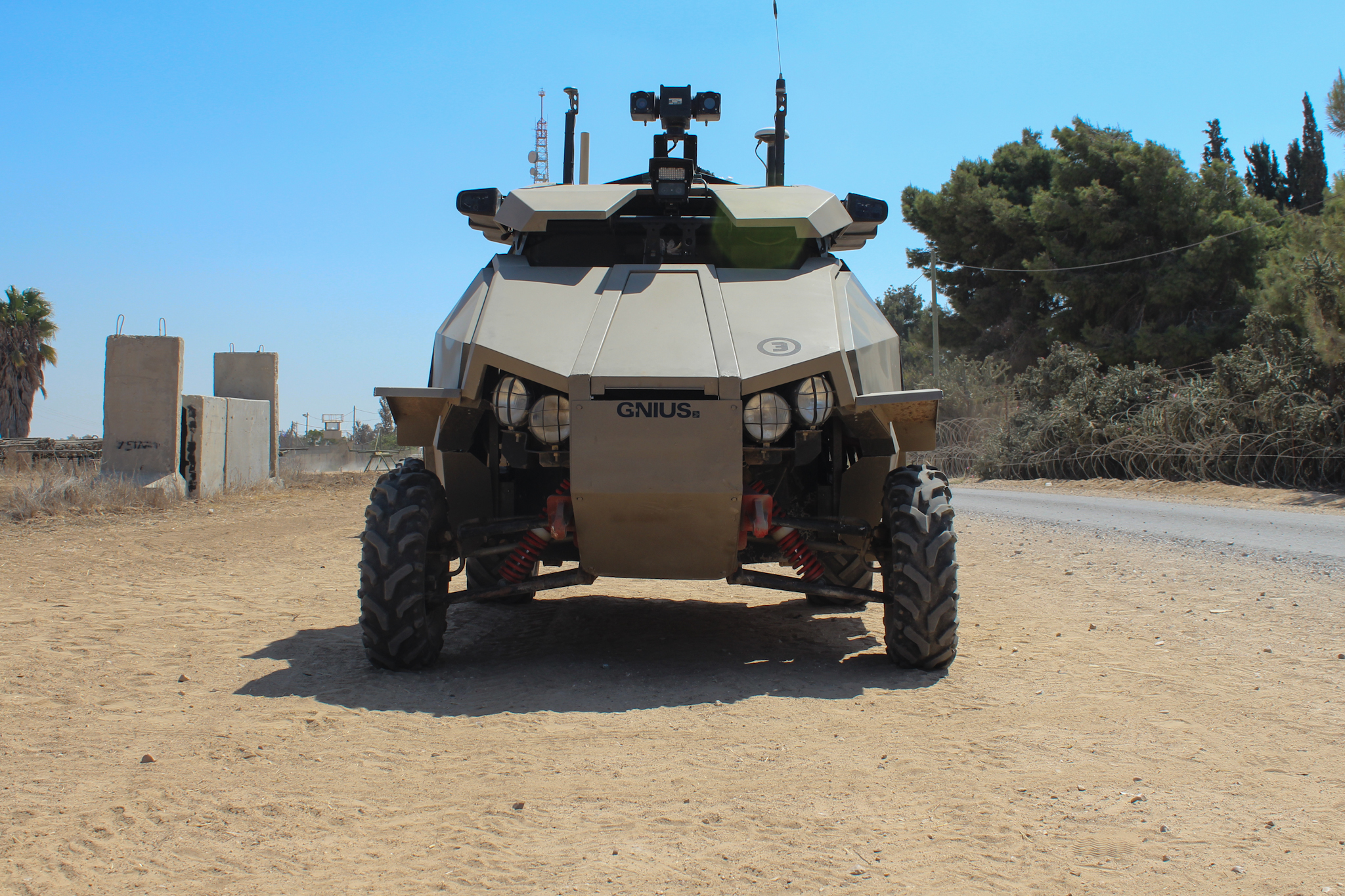
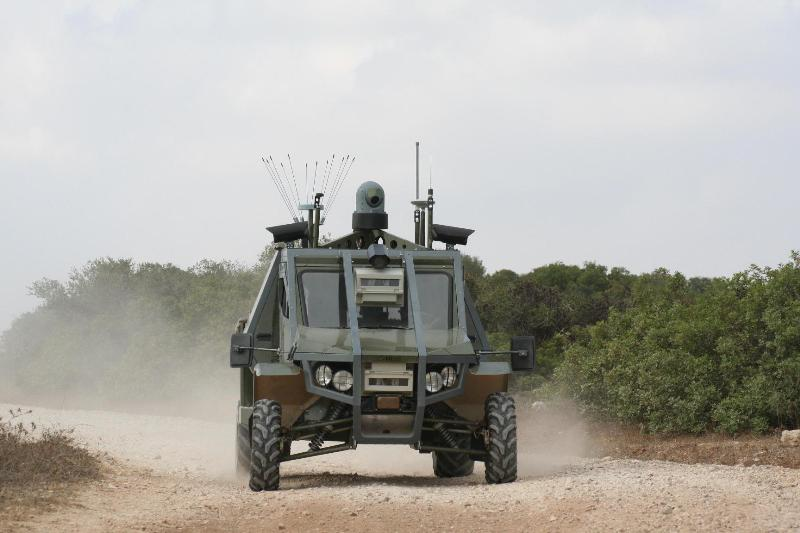
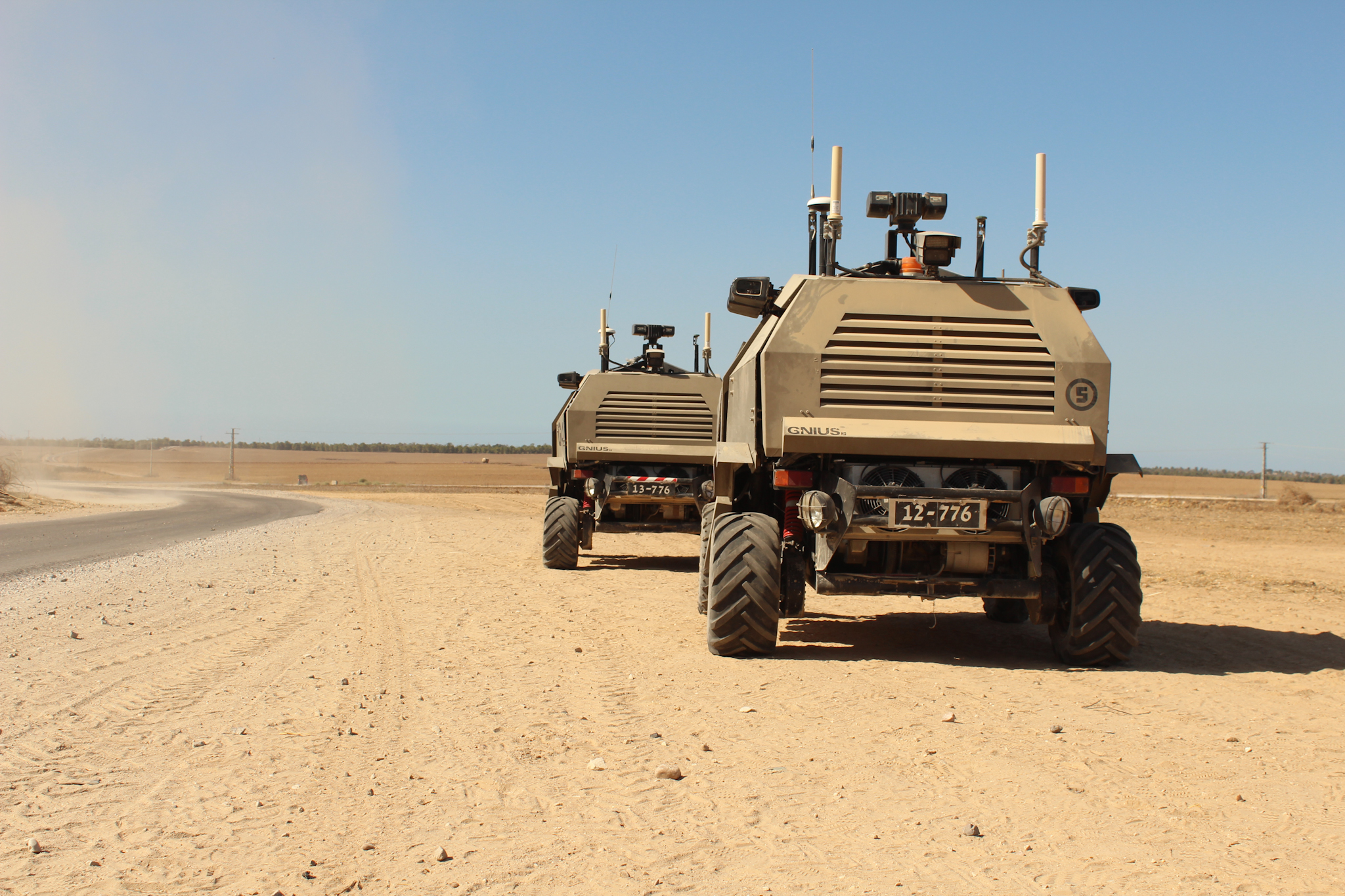